# Кочуновское сельское поселение
Кочуновское се́льское поселе́ние — муниципальное образование в Ромодановском районе Мордовии Российской Федерации.
Административный центр — посёлок Совхоз Садвинтрест.

## История
Статус и границы сельского поселения установлены Законом Республики Мордовия от 1 декабря 2004 года № 99-З «Об установлении границ муниципальных образований Ромодановского муниципального района, Ромодановского муниципального района и наделении их статусом сельского поселения и муниципального района».
Законом от 24 апреля 2019 года, Куриловское сельское поселение и одноимённый ему сельсовет были упразднены, а входившие в их состав населённые пункты были включены в Кочуновское сельское поселение (сельсовет).

## Население
| 2002 | 2010 | 2012 | 2013 | 2014 | 2015 | 2016 |
| ---- | ---- | ---- | ---- | ---- | ---- | ---- |
| 708  | ↘638 | ↘621 | ↗627 | ↘612 | ↘601 | ↘591 |
| 2017 | 2018 | 2019 | 2020 | 2021 |      |      |
| ↘580 | ↘551 | ↘542 | ↗854 | ↘834 |      |      |

## Состав сельского поселения
| № | Населённый пункт   | Тип населённого пункта          | Население |
| - | ------------------ | ------------------------------- | --------- |
| 1 | Большое Чуфарово   | село                            | ↘43       |
| 2 | Кочуново           | село                            | ↘260      |
| 3 | Курган             | деревня                         | ↘13       |
| 4 | Совхоз Садвинтрест | посёлок, административный центр | ↘322      |
| 5 | Болтино            | село                            | ↘165      |
| 6 | Козловка           | село                            | ↘28       |
| 7 | Курилово           | село, административный центр    | ↘147      |
| 8 | Сабаново           | село                            | ↘23       |